# Ålakusten

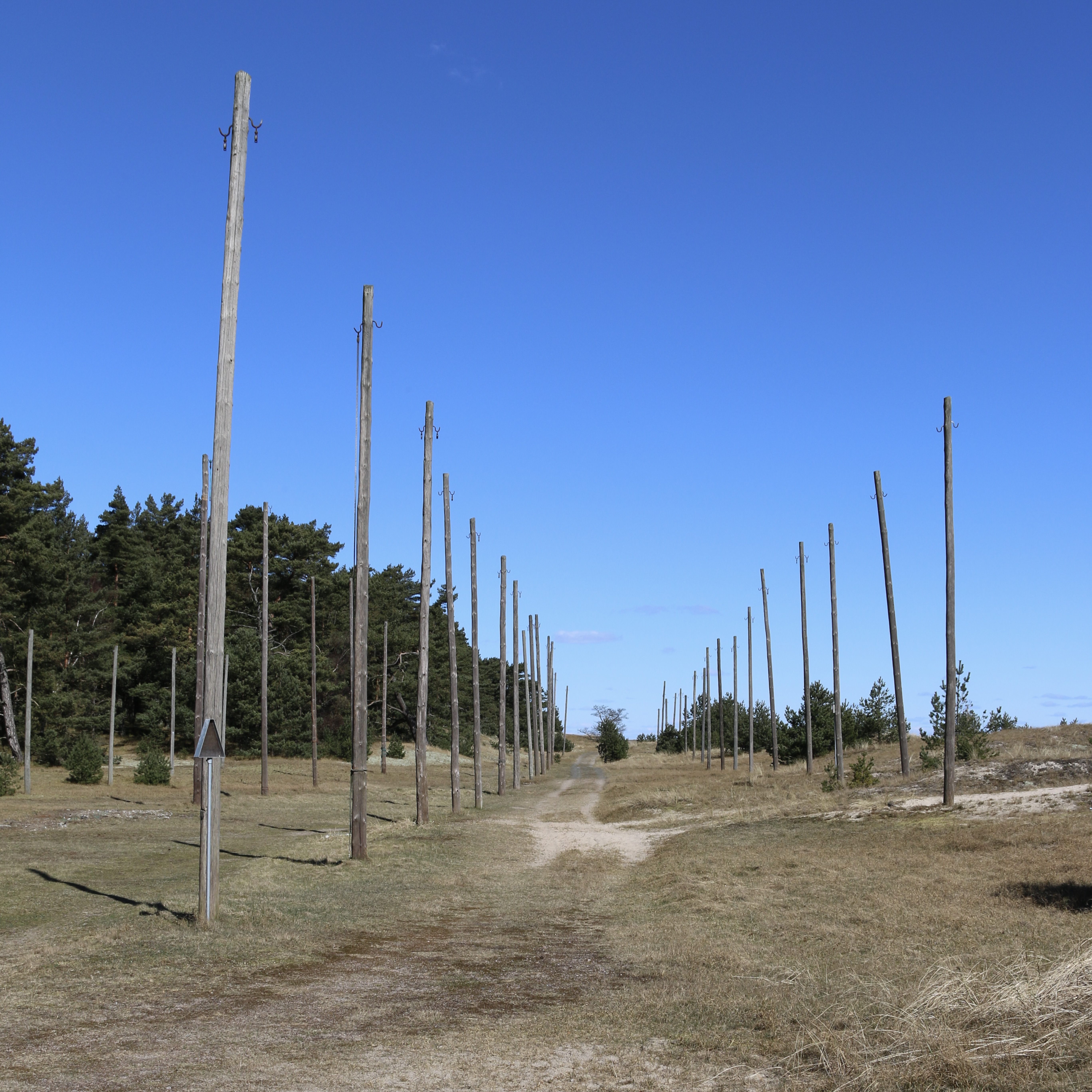
Stolpar för rensning av ålhomma vid Nyehusen på Ålakusten

Ålakusten är kuststräckan som ligger utmed Hanöbukten. Den sträcker sig från Stenshuvud i söder till Åhus i norr. Som namnet antyder så har ålfisket varit av stor betydelse och kuststräckan är känd för sina många "ålabodar". Det som är karakteristiskt för sträckan är den milslånga stranden utan hamnar.